# 王晏 (五代)
王晏（890年—966年），徐州滕（今山东滕州人）人。五代时大将。

## 生平
少年时常劫富濟貧。后唐同光年间，入禁军，升任奉國都頭。奉命驻守陕州（今河南三门峡）。契丹大军灭后晋，抵汴（今河南开封），派刘愿攻破陕州，沿途烧杀抢掠。王晏與指揮使趙暉、都頭侯章打算殺刘愿。王晏會同幾個勇士，於夜晚翻過牙城城牆，入帥府，二月十四日，凌晨，杀死刘愿，砍下劉愿的人頭，懸掛總部轅門，举城投降刘知远。王晏被封为绛州防御使，不久晋升建雄军节度使，加平章事。
后周广顺元年（951年），投靠周太祖郭威，任侍中。任凤翔节度使。官至太子太师。北宋建隆年间，征讨李筠。任安远军节度使。乾德元年（963年），封韩国公，拜太子太師致仕。三年（965年），冬，卒於洛阳家中。